# Allan Benny
Allan Benny (* 12. Juli 1867 in New York City; † 6. November 1942 in Bayonne, New Jersey) war ein US-amerikanischer Politiker. Von 1903 bis 1905 vertrat er den Bundesstaat New Jersey im US-Repräsentantenhaus.

## Werdegang
Allan Benny besuchte die öffentlichen Schulen in Bayonne. Nach einem anschließenden Jurastudium und seiner 1899 erfolgten Zulassung als Rechtsanwalt begann er dort in seinem neuen Beruf zu arbeiten. Gleichzeitig schlug er als Mitglied der Demokratischen Partei eine politische Laufbahn ein. In den Jahren 1892 bis 1894 gehörte Benny dem Stadtrat von Bayonne an; von 1898 bis 1900 saß er als Abgeordneter in der New Jersey General Assembly. Danach war er bis 1903 als Staatsanwalt in Bayonne tätig.
Bei den Kongresswahlen des Jahres 1902 wurde Benny im damals neugeschaffenen neunten Wahlbezirk von New Jersey in das US-Repräsentantenhaus in Washington, D.C. gewählt, wo er am 4. März 1903 sein neues Mandat antrat. Da er im Jahr 1906 dem Republikaner Marshall Van Winkle unterlag, konnte er bis zum 3. März 1905 nur eine Legislaturperiode im Kongress absolvieren. Nach dem Ende seiner Zeit im US-Repräsentantenhaus praktizierte Allan Benny wieder als Anwalt. Außerdem war er stellvertretender Leiter der Gerichtsbibliothek in Jersey City. Er starb am 6. November 1942 in Bayonne.